# Christian Ehrhoff
Christian Ehrhoff (* 6. července 1982 Moers) je bývalý německý profesionální hokejový obránce, který odehrál v severoamerické NHL bezmála osm set utkání.

## Hráčská kariéra

### Klubová kariéra
Hokejově vyrostl v týmu Krefeld Pinguine, kde také začal v 17 letech hrávat nejvyšší německou soutěž, i když v většinu prvního roku odehrál ještě ve třetí lize za EV Duisburg. Do NHL byl draftován v roce 2001 z celkově 106. místa týmem San Jose Sharks. V předsezónním tréninkovém kempu se snažil opakovaně neúspěšně prosadit do prvního týmu San Jose, a tak v Krefeldu hrával až do roku 2003, kdy týmu pomohl vybojovat německý ligový titul. V NHL hraje od sezóny 2003/2004. Je znám jako ofenzivně laděný obránce, výborný bruslař s dobrou střelou. Postupně se více soustředil na obrannou činnost a získal více času na ledě. V roce 2009 byl vyměněn do Vancouver Canucks, kde byl po prvním ročníku vyhlášen nejlepším obráncem týmu. Ve Vancouveru působil i v sezóně 2010/2011. Další tři sezony hrál za Buffalo Sabres a mezi lety 2014 a 2016 vystřídal další tři kluby NHL. Poslední dva ročníky kariéry odehrál za německý Kölner Haie a v březnu 2018 oznámil konec hráčské kariéry.

### Reprezentační kariéra
Za německou reprezentaci odehrál řadu důležitých turnajů včetně čtyř olympijských her (v letech 2002, 2006, 2010 a 2018) a Světového poháru 2004. Účastnil se také sedmi turnajů mistrovství světa a byl u největšího úspěchu německé reprezentace v posledních desetiletích – zisku stříbrných medailí na olympiádě v roce 2018.

## Úspěchy a ocenění
Týmové
- mistr Německa v roce 2003 (s Krefeld Pengiuns)
- čtvrté místo na MS 2010
- druhé místo na Olympiádě v roce 2018

Individuální
- účast v NHL YoungStars Game 2004
- člen All-star týmu MS 2010

## Rekordy
Klubový rekord Vancouver Canucks
- nejlepší výsledek v hodnocení +/- bodů v jedné sezóně (+36 v sezóně 2009/2010)

## Klubové statistiky
| Sezona     | Klub                   | Soutěž           | Základní část | Základní část | Základní část | Základní část | Základní část | Play off | Play off | Play off | Play off | Play off |
| Sezona     | Klub                   | Soutěž           | Z             | G             | A             | B             | TM            | Z        | G        | A        | B        | TM       |
| ---------- | ---------------------- | ---------------- | ------------- | ------------- | ------------- | ------------- | ------------- | -------- | -------- | -------- | -------- | -------- |
| 1998–99    | Krefeld Pinguine Jr.   | GER Jr.          | 22            | 10            | 14            | 24            | 46            | —        | —        | —        | —        | —        |
| 1999–00    | EV Duisburg Die Füchse | Oberliga (GER-3) | 41            | 3             | 12            | 15            | 50            | —        | —        | —        | —        | —        |
| 1999–00    | Krefeld Pinguine       | DEL              | 9             | 1             | 0             | 1             | 0             | 3        | 0        | 0        | 0        | 0        |
| 2000–01    | EV Duisburg            | Oberliga         | 6             | 1             | 2             | 3             | 12            | —        | —        | —        | —        | —        |
| 2000–01    | Krefeld Pinguine       | DEL              | 58            | 3             | 11            | 14            | 73            | —        | —        | —        | —        | —        |
| 2001–02    | Krefeld Pinguine       | DEL              | 46            | 7             | 17            | 24            | 81            | 3        | 0        | 0        | 0        | 2        |
| 2002–03    | Krefeld Pinguine       | DEL              | 48            | 10            | 17            | 27            | 54            | 14       | 3        | 6        | 9        | 24       |
| 2003–04    | San Jose Sharks        | NHL              | 41            | 1             | 11            | 12            | 14            | —        | —        | —        | —        | —        |
| 2003–04    | Cleveland Barons       | AHL              | 27            | 4             | 10            | 14            | 43            | 9        | 2        | 6        | 8        | 11       |
| 2004–05    | Cleveland Barons       | AHL              | 79            | 12            | 23            | 35            | 103           | —        | —        | —        | —        | —        |
| 2005–06    | San Jose Sharks        | NHL              | 64            | 5             | 18            | 23            | 32            | 11       | 2        | 6        | 8        | 18       |
| 2006–07    | San Jose Sharks        | NHL              | 82            | 10            | 23            | 33            | 63            | 11       | 0        | 2        | 2        | 6        |
| 2007–08    | San Jose Sharks        | NHL              | 77            | 1             | 21            | 22            | 72            | 10       | 0        | 5        | 5        | 14       |
| 2008–09    | San Jose Sharks        | NHL              | 77            | 8             | 34            | 42            | 63            | 6        | 0        | 0        | 0        | 2        |
| 2009–10    | Vancouver Canucks      | NHL              | 80            | 14            | 30            | 44            | 42            | 12       | 3        | 4        | 7        | 8        |
| 2010–11    | Vancouver Canucks      | NHL              | 79            | 14            | 36            | 50            | 52            | 23       | 2        | 10       | 12       | 16       |
| 2011–12    | Buffalo Sabres         | NHL              | 66            | 5             | 27            | 32            | 47            | —        | —        | —        | —        | —        |
| 2012–13    | Krefeld Pinguine       | DEL              | 32            | 8             | 18            | 26            | 52            | —        | —        | —        | —        | —        |
| 2012–13    | Buffalo Sabres         | NHL              | 47            | 5             | 17            | 22            | 34            | —        | —        | —        | —        | —        |
| 2013–14    | Buffalo Sabres         | NHL              | 79            | 6             | 27            | 33            | 38            | —        | —        | —        | —        | —        |
| 2014–14    | Pittsburgh Penguins    | NHL              | 49            | 3             | 11            | 14            | 26            | —        | —        | —        | —        | —        |
| 2015–16    | Los Angeles Kings      | NHL              | 40            | 2             | 8             | 10            | 32            | —        | —        | —        | —        | —        |
| 2015–16    | Ontario Reign          | AHL              | 5             | 0             | 3             | 3             | 8             | —        | —        | —        | —        | —        |
| 2015–16    | Chicago Blackhawks     | NHL              | 8             | 0             | 2             | 2             | 2             | —        | —        | —        | —        | —        |
| 2016–17    | Kölner Haie            | DEL              | 36            | 8             | 15            | 23            | 20            | 7        | 1        | 0        | 1        | 10       |
| 2017–18    | Kölner Haie            | DEL              | 52            | 8             | 23            | 31            | 28            | 6        | 0        | 6        | 6        | 2        |
| DEL celkem | DEL celkem             | DEL celkem       | 281           | 45            | 101           | 146           | 314           | 33       | 4        | 12       | 16       | 38       |
| AHL celkem | AHL celkem             | AHL celkem       | 106           | 16            | 33            | 49            | 146           | 9        | 2        | 6        | 8        | 11       |
| NHL celkem | NHL celkem             | NHL celkem       | 789           | 74            | 265           | 339           | 517           | 73       | 7        | 27       | 34       | 64       |

### Reprezentační statistiky
| 1999                 | Německo 18           | MS18                 | 6  | 1  | 2  | 3  | 6  | 9. místo         |
| 2000                 | Německo 18           | MS18                 | 6  | 0  | 1  | 1  | 20 | 7. místo         |
| 2001                 | Německo 20           | MSJ (Div I)          | 5  | 1  | 3  | 4  | 6  | 12. místo        |
| 2002                 | Německo 20           | MSJ (Div I)          | 5  | 3  | 7  | 10 | 10 | 11. místo        |
| 2002                 | Německo              | ZOH                  | 7  | 0  | 0  | 0  | 8  | 8. místo         |
| 2002                 | Německo              | MS                   | 7  | 2  | 3  | 5  | 4  | 8. místo         |
| 2003                 | Německo              | MS                   | 7  | 0  | 0  | 0  | 8  | 6. místo         |
| 2004                 | Německo              | SP                   | 4  | 0  | 0  | 0  | 2  | 8. místo         |
| 2005                 | Německo              | MS                   | 6  | 0  | 1  | 1  | 4  | 15. místo        |
| 2006                 | Německo              | ZOH                  | 5  | 1  | 1  | 2  | 4  | 10. místo        |
| 2010                 | Německo              | ZOH                  | 4  | 0  | 0  | 0  | 4  | 11. místo        |
| 2010                 | Německo              | MS                   | 6  | 1  | 1  | 2  | 0  | 4. místo         |
| 2013                 | Německo              | MS                   | 7  | 3  | 2  | 5  | 10 | 9. místo         |
| 2016                 | Německo              | MS                   | 8  | 1  | 0  | 1  | 6  | 7. místo         |
| 2016                 | Výběr Evropy         | SP                   | 6  | 0  | 3  | 3  | 6  | Stříbrná medaile |
| 2017                 | Německo              | MS                   | 6  | 1  | 4  | 5  | 4  | 8. místo         |
| 2018                 | Německo              | ZOH                  | 7  | 1  | 1  | 2  | 10 | Stříbrná medaile |
| Junior. repr. celkem | Junior. repr. celkem | Junior. repr. celkem | 22 | 5  | 13 | 18 | 42 |                  |
| Senior. repr. celkem | Senior. repr. celkem | Senior. repr. celkem | 80 | 10 | 16 | 26 | 70 |                  |